# وایت زامبی (گروه موسیقی)
وایت زامبی (به انگلیسی: White Zombie) یک گروه هوی متال آمریکایی بود که در سال ۱۹۸۵ تشکیل شد. آنها که در شهر نیویورک مستقر بودند، به عنوان یک گروه موسیقی نویز راک شروع به کار کردند، و سه آلبوم چندآهنگه و یک آلبوم استودیویی را در آن سبک منتشر کردند و سپس به صدای هوی متال تغییر کردند که آنها را به جریان اصلی تبدیل کرد. آلبوم‌های لا سکسورسیستو: موسیقی شیطان جلد اول (۱۹۹۲) و استرو-کریپ: ۲۰۰۰ (۱۹۹۵) آنها را به ترتیب به عنوان اثری تأثیرگذار در گروو متال و اینداستریال متال معرفی کردند. از معروف‌ترین آهنگ‌های آنها می‌توان به «بوسه تندر ۶۵»، «آفتاب سیاه» و «انسان‌تر از انسان» اشاره کرد. این گروه به‌طور رسمی در سال ۱۹۹۸ منحل شد. در سال ۲۰۰۰، وایت زامبی در وی‌اچ‌وان جزو ۱۰۰ بزرگ‌ترین هنرمندان هارد راک قرار گرفت و در رتبهٔ ۵۶ جای گرفت. طبق گفتهٔ شرکت نیلسن ساند اسکن تا اکتبر ۲۰۱۰، گروه شش میلیون آلبوم فروخته است.
وایت زامبی توسط راب زامبی تأسیس شد، پس از اینکه ایدهٔ گروه را در سال ۱۹۸۵ در حالی که در مدرسۀ طراحی پارسونز در سال اول تحصیل می‌کرد، مطرح کرد. زامبی نام گروه را بر اساس یک فیلم ترسناک در سال ۱۹۳۲ با بازی بلا لوگوسی به نام زامبی سفید انتخاب کرد که اولین فیلم واقعی زامبی محسوب می‌شد (عنوان فیلم همچنین منبع نام هنری راب زامبی بود، زیرا او با نام رابرت کامینگز متولد شد).

## سبک موسیقی
وایت زامبی در ابتدا از صحنهٔ نویز راک شهر نیویورک پدیدار شد. آنها یک گروه موسیقی زیرزمینی نیویورک در نظر گرفته می‌شدند. به گفته گرگ پراتو از آل‌میوزیک، معرفی جی نوئل یونگر به گروه، «به تقویت صدای گروه کمک کرد - بیش از هر زمان دیگری به یک گروه هوی متال نزدیکتر شد.» وایت زامبی سبک خود را از نویز راک به صدای گروو متال تغییر داد، و با صحنهٔ آلترناتیو متال دههٔ ۱۹۹۰ همراه شد. راب زامبی همچنین عناصر اینداستریال راک را وارد صدای گروه می‌کرد و وایت زامبی را به «یکی از معدود گروه‌های هارد راک آن دوره تبدیل کرد که می‌توانستید با آن برقصید.» هفته‌نامهٔ لس آنجلس، وایت زامبی را در صحنهٔ نیو متال قرار داد و گفت که «ریتم‌های چرخشی گروه که باعث می‌شود راجرهای دنس راک» به گروه کمک کند تا برجسته شود. ام‌تی‌وی گروه را به عنوان «راک ترسناک» و «گروه اینداستریال متال وسواس وحشتناک» توصیف کرد. طبق گفته گرگ پراتو از آل‌میوزیک، وایت زامبی «تصاویر و موضوع فیلم ترسناک ب را با موسیقی سنگین و آوازهای غرغر» ترکیب کرده است، بردلی تورینو از آل‌میوزیک، در بررسی آلبوم روح شکن، نوشت که راب زامبی «اشعار فوق‌العاده خارق‌العاده و اشعار بی‌نظیر را با هم ترکیب می‌کند».

## اعضای گروه

### ترکیب نهایی
- راب زامبی – خواننده (۱۹۹۸–۱۹۸۵)
- شان یسولت – بیس (۱۹۹۸–۱۹۸۵)
- جی نوئل یونگر – گیتار (۱۹۹۸–۱۹۸۹)
- جان تمپستا – درام (۱۹۹۸–۱۹۹۴)

## ترانه‌شناسی
- روح-شکن Soul-Crusher (۱۹۸۷)
- کاری کن آهسته بمیرند (۱۹۸۹) Make Them Die Slowly
- لا سکسورسیستو: موسیقی شیطان جلد اول (۱۹۹۲) La Sexorcisto: Devil Music Volume One
- استرو-کریپ: ۲۰۰۰ Astro-Creep: 2000 (۱۹۹۵)